# Eduard Völkel

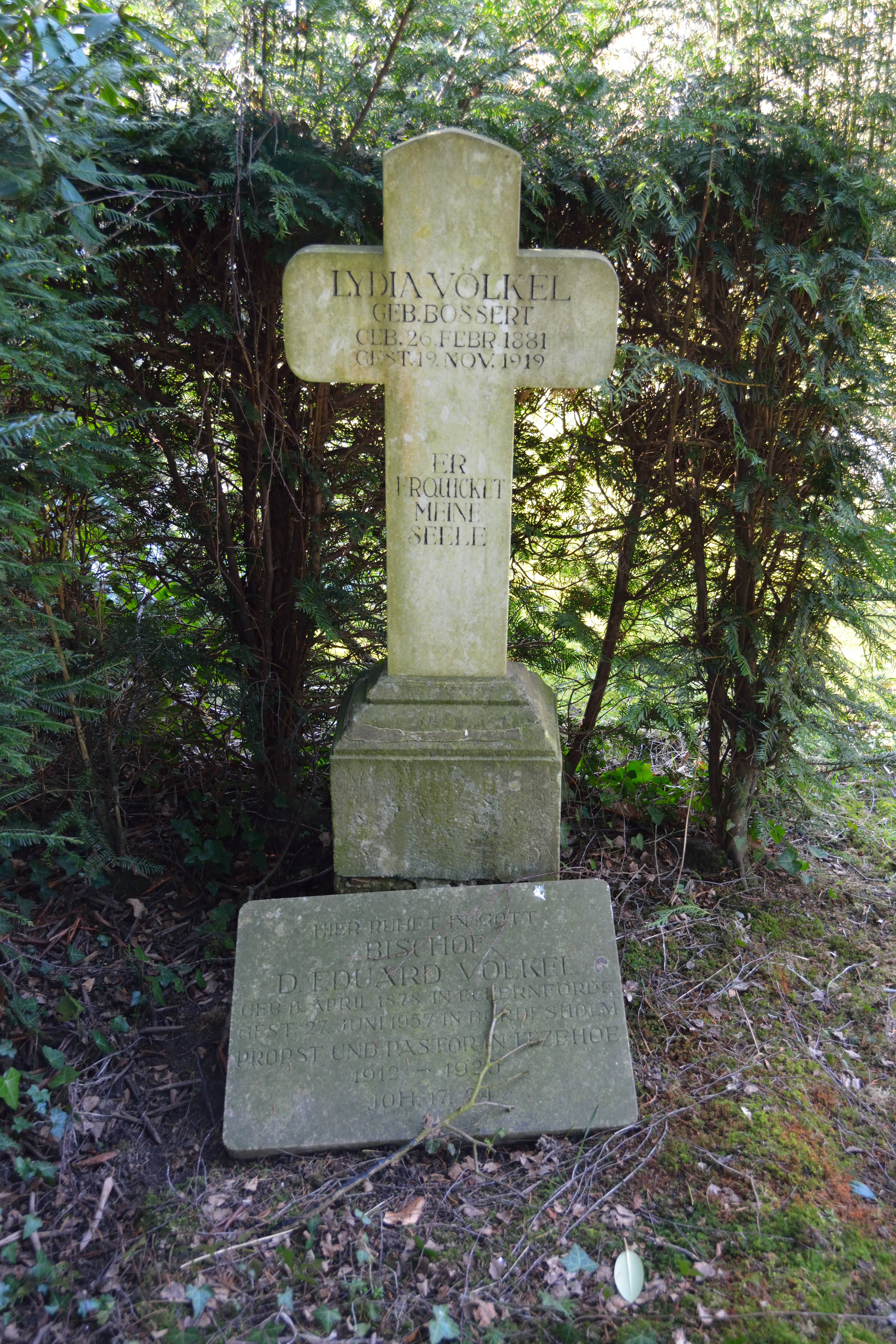
Grabmal in Itzehoe

Eduard Wilhelm Ferdinand Völkel (* 11. April 1878 in Eckernförde; † 27. Juni 1957 in Bordesholm) war ein deutscher evangelisch-lutherischer Theologe und Bischof des Sprengels Schleswig.

## Leben
Völkel verbrachte seine Kinder- und Jugendjahre überwiegend in Mölln; in Ratzeburg besuchte er bis zum Abitur die dortige Gelehrtenschule. Sein Vater hatte Theologie studiert und sich anschließend für den Lehrerberuf entschieden: Er wurde preußischer Beamter und leitete als Rektor zunächst die Mittelschule in Eckernförde und ab 1881 die Mittelschule in Mölln. Die Mutter entstammte einer dänischen Juristenfamilie, in der auch das dänische Militär vertreten war.
Völkel studierte in Erlangen, Halle und Kiel Evangelische Theologie. 1898 wurde er Mitglied des Erlanger, später des Hallenser und Kieler Wingolf.
Seine erste Pastorenstelle trat Völkel im Jahre 1906 in Sterley an. Hier lernte er seine zukünftige Frau kennen, gründete eine Familie und verblieb dort bis zu seiner Ernennung zum Propst der Propstei Münsterdorf (mit Sitz in Itzehoe) 1912.
Von 1925 bis 1933 war er Bischof von Schleswig in der Evangelisch-Lutherischen Landeskirche Schleswig-Holstein. 1930 wurde Bischof Völkel mit der Ehrendoktorwürde der Theologischen Fakultät der Christian-Albrechts-Universität zu Kiel ausgezeichnet. Im Kirchenkampf stand er den „Deutschen Christen“ ablehnend gegenüber und wurde daher (wie sein Kollege Adolf Mordhorst) abgesetzt. Sofort strebte er den weiteren Verbleib im kirchlichen Dienst an.
Am 8. April 1934 übernahm Völkel die gerade freigewordene Pfarrstelle an der Klosterkirche Bordesholm und war hier weitere 14 Jahre als Gemeindepastor tätig.
Von 1934 bis 1953 war er Vorsitzender der Generalversammlung der Breklumer Missionsgesellschaft.
Auf der ersten Tagung der Vorläufigen Gesamtsynode vom 14. bis 16. August 1945 wurde Völkel in die Vorläufige Kirchenleitung der schleswig-holsteinischen Landeskirche gewählt. Er gehörte auch den Kirchenleitungen der Jahre 1946 und 1947 an. 1948 gab Bischof i. R. Völkel seinen Sitz in der Kirchenleitung auf.
Sein Grabmal befindet sich auf dem Hauptfriedhof in Itzehoe.

## Schriften
- Abschiedspredigt, gehalten am 28. November 1948 in der Bordesholmer Klosterkirche (Druck: Hermann Weber, Bordesholm 1948).
- Erinnerungen aus meinem Leben (Privatdruck, Kiel ca. 1954 – maschinengeschriebenes Manuskript, u. a. in Bordesholmer Privatbesitz).
- Kloster und Kirchen der Augustiner Chorherren zu Bordesholm (1. Aufl. 1954, 4. Aufl. 1981, Bordesholm).
- Ein kirchliches Zeitbild aus dem 18. Jahrhundert, in: Schriften des Vereins für Schleswig-Holsteinische Kirchengeschichte. 2. Reihe (Beiträge und Mitteilungen)
  - I. Teil: Band 13 (1955), S. 47–76.
  - II. Teil: Band 14 (1956), S. 51–88.
- Gedenket Eurer Lehrer! D. Johannes Voigt 1866–1932. Pastor und Brüderhausvorsteher in Rickling 1911–1928, Rickling 1956.